# La Vila Joiosa
La Vila Joiosa (« La Ville Joyeuse ») ou La Vila en valencien, Villajoyosa en castillan (dénomination officielle bilingue depuis le 19 octobre 1988,), est une commune de la province d'Alicante, dans la Communauté valencienne, en Espagne. Elle est située dans la comarque de la Marina Baixa. Elle appartient à la zone à prédominance linguistique valencienne.

## Géographie
La Vila Joiosa se trouve sur la Costa Blanca, à 9,5 km à l'ouest-sud-ouest de la station balnéaire de Benidorm, à 28 km au nord-est d'Alicante, à 68 km au sud de Valence et à 365 km au sud-est de Madrid.

Localisation de La Vila Joiosa
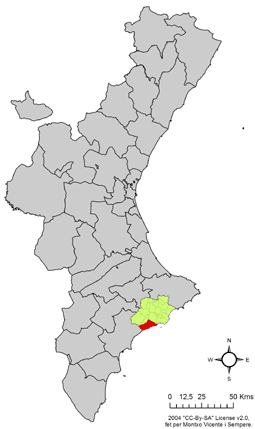
dans la Communauté valencienne.
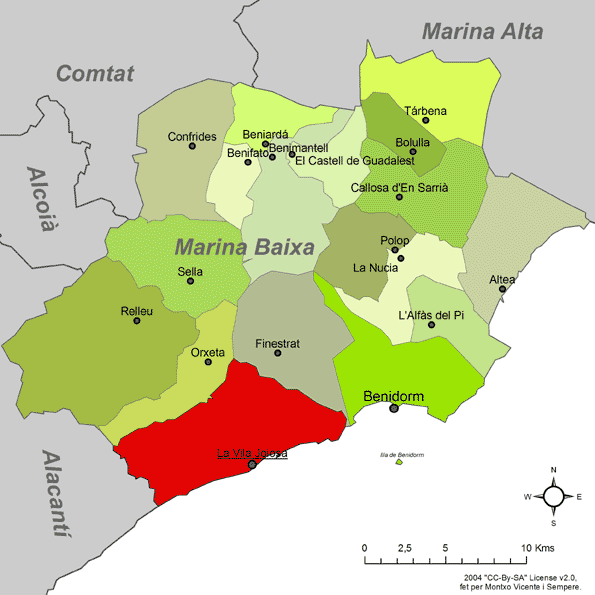
dans la comarque de la Marina Baixa.

Les communes limitrophes sont El Campello, Orxeta, Finestrat et Aigües. Elle compte 15 km de côte.
La rivière Amadorio (es) arrose La Vila Joiosa.

## Histoire

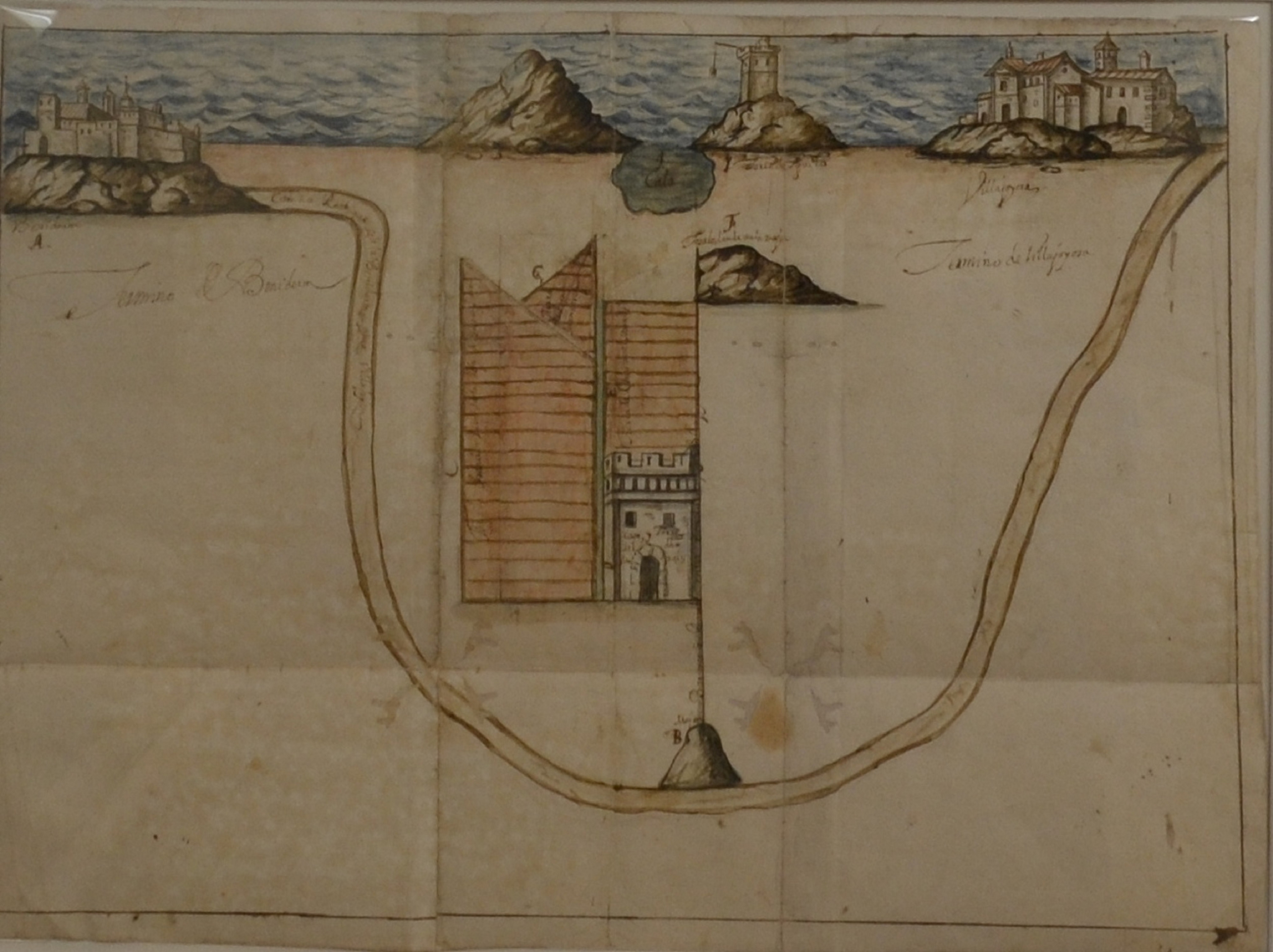
Carte de la côte entre Benidorm et Villajoyosa avec les châteaux de Villajoyosa et la Torre del Aguiló (1717).

Les premiers habitants de La Vila Joiosa sont arrivés à l'âge du bronze. La colline où se trouve la partie ancienne de la ville a été occupée par le peuple ibérique. À l'époque romaine, la ville d'Alona a connu un grand essor. Durant le Moyen Âge, le lieu s'est dépeuplé jusqu'en 1300, année de la fondation de La Vila Joiosa par Bernat de Sarrià, l'amiral de Jacques II d'Aragon, dans le but de contrôler le littoral des attaques maritimes des musulmans. En 1321, la ville est dirigée par son fils Pedro, duc de Ribagorce. Par la suite, différentes familles nobles se sont succédé pour la possession de la ville. En 1443, elle a obtenu le privilège envié de devenir une vraie ville. En 1911, Alphonse XIII a accordé à La Vila Joiosa le titre de ville.

## Démographie
Avec 33 834 habitants selon le recensement du 1er janvier 2013, La Vila Joiosa est la 13e commune la plus peuplée de la province d'Alicante. Selon le recensement de 2005, 15,11 % de la population de la commune était de nationalité étrangère (42 % d'entre eux provenant de divers pays de l'UE)
| 1900  | 1930  | 1960   | 1970   | 1981   | 1991   | 2001   | 2005   |
| ----- | ----- | ------ | ------ | ------ | ------ | ------ | ------ |
| 8.902 | 8.715 | 11.006 | 16.258 | 20.638 | 23.160 | 24.246 | 27.983 |

## Administration
La Vila Joiosa est le chef-lieu de la comarque de la Marina Baixa et le siège d'un district judiciaire.
Liste des maires, depuis les premières élections démocratiques :
| Législature | Nom du maire                   | Parti politique |
| ----------- | ------------------------------ | --------------- |
| 1979-1983   | Jose Francisco Riquelme Valero | PSOE            |
| 1983-1987   | Jose Francisco Riquelme Valero | PSOE            |
| 1987-1991   | Juan Segovia Esquerdo          | PSOE            |
| 1991-1995   | Juan Segovia Esquerdo          | PSOE            |
| 1995-1999   | Juan Segovia Esquerdo          | PSOE            |
| 1999-2003   | José Miguel Llorca Senabre     | PP              |
| 2003-2007   | José Miguel Llorca Senabre     | PP              |
| 2007-2011   | Gaspar Lloret Valenzuela       | PSOE            |

## Économie
Ville à forte tradition de pêche, elle avait une belle industrie chocolatière dont il ne reste que la  marque "Valor". 
L'économie de La Vila Joiosa repose désormais sur le tourisme, surtout depuis la transformation de sa plage de galets en une longue plage de sable.

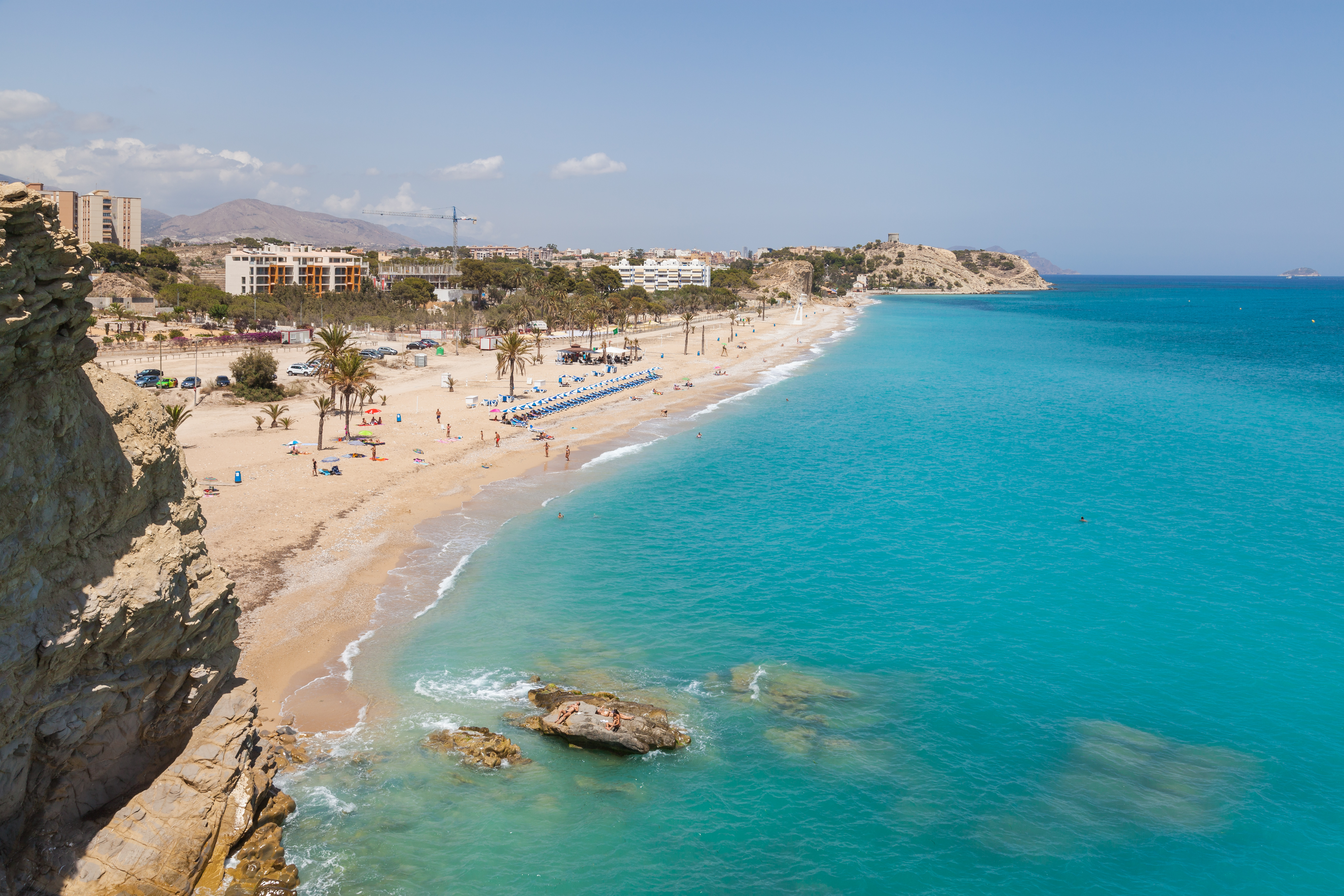
Plage Paraiso.
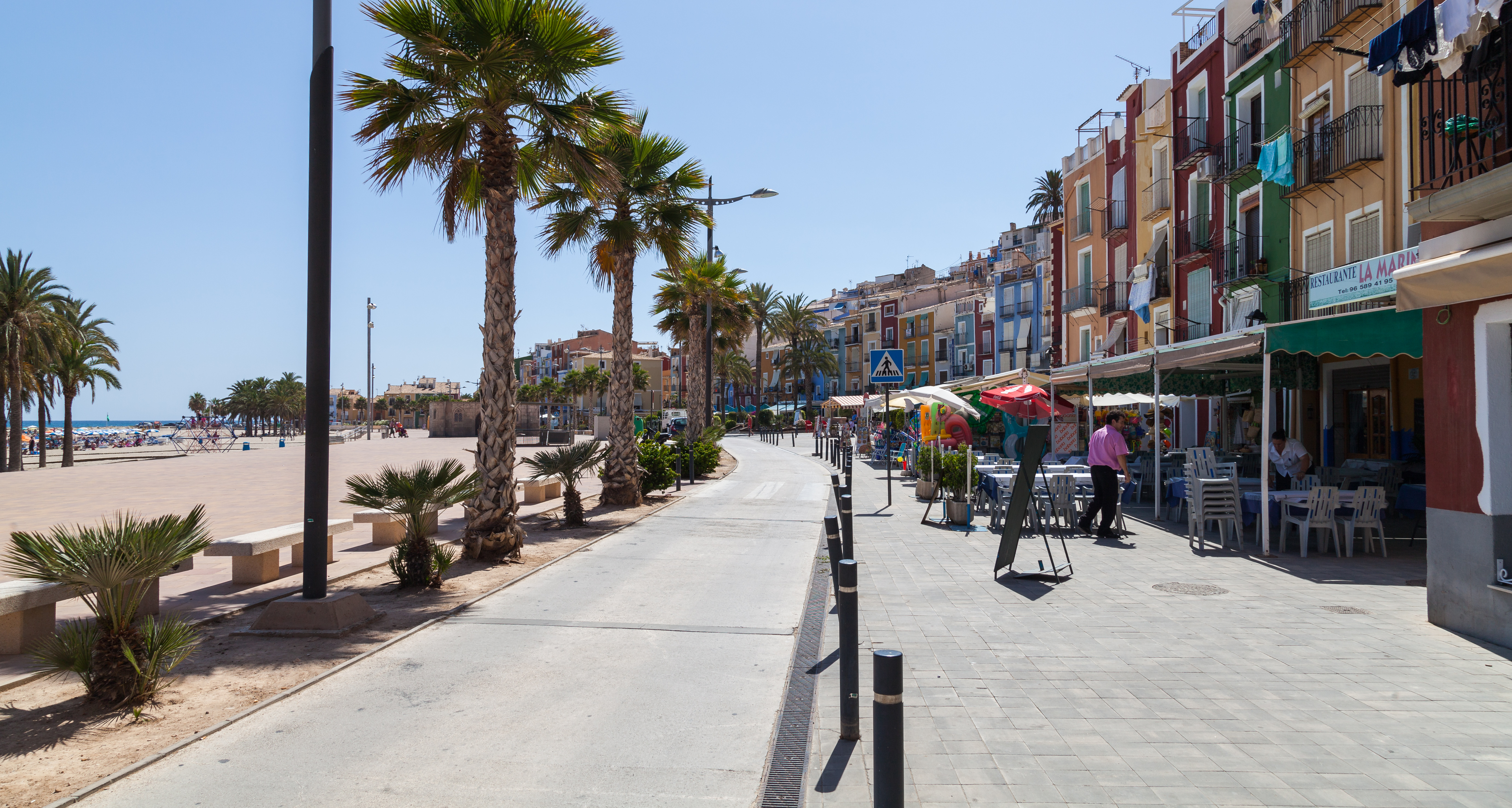
Vue typique de La Vila Joiosa.

## Fêtes et patrimoine

### Fêtes
Les festivités de « Moros y Cristianos », tenues en l'honneur de Sainte Marthe (Santa Marta) du 24 au 31 juillet, ont été déclarées d'intérêt touristique international par le ministère du Travail et des Affaires sociales en 2003. Vieilles de 250 ans, ces festivités remémorent l'attaque de la ville par des pirates en 1538. Le spectacle présente un combat naval et un débarquement sur la plage.

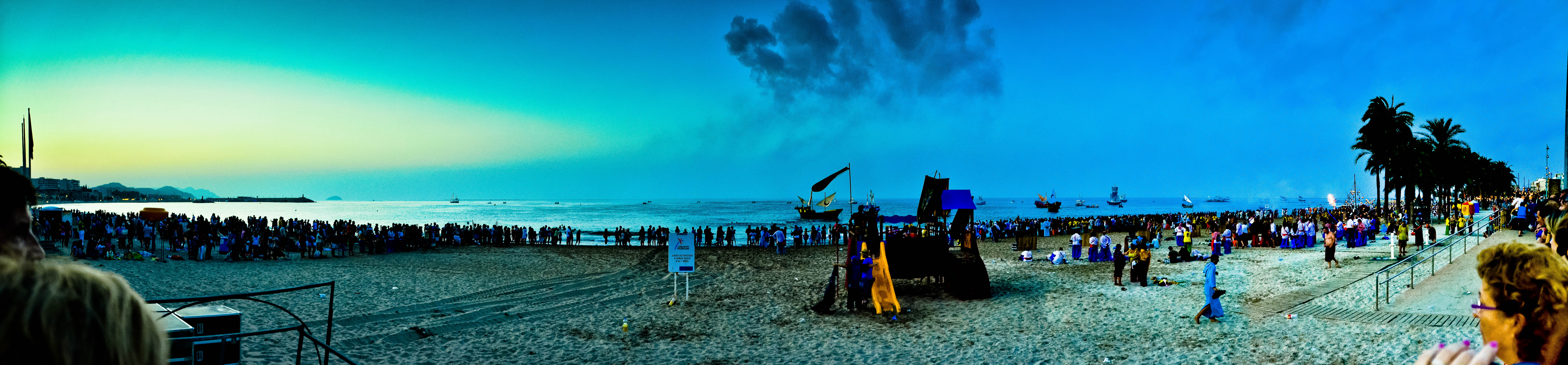
Débarquements des Moros sur la plage lors des fêtes.

### Monuments
- Vieux quartier (avec ses maisons en couleurs)
- Église de Mare de Déu de l'Assumpció
- Tour romaine de Saint-Joseph
- Excavation archéologique
- Musée archéologique et ethnologique
- Musée du chocolat
- Promenade au bord de la mer (Paseo Marítimo)
- Halle au poisson avec la traditionnelle criée
- Playas

## Transports
La Vila Joiosa est desservie par l'autoroute AP-7 (autoroute de la Méditerranée) et la N-332.
Par la route, La Vila Joiosa se trouve à 13 km de Benidorm, à 32 km d'Alicante, à 150 km de Valence et à 451 km de Madrid.

## Personnalités
- Agustín Galiana (né en 1978), acteur espagnol

## Jumelage
- Vitré (France) depuis 1989